# 敘利亞-瑪拉巴禮天主教傑格德爾布爾教區
敘利亞-瑪拉巴禮天主教賈格達爾普爾教區（拉丁語：Eparchia Iagdalpurensis）是東儀天主教的一個教區（敘利亞－瑪拉巴禮），位於印度恰蒂斯加爾邦南部，受天主教賴布爾總教區管轄。
1972年3月23日建立代牧區。1977年2月26日升為教區。2009年共有7,869名教友，佔轄區總人口百分之0.3。由八十五名司鐸名管理十九個堂區。現任教區主教為若瑟·科拉姆帕拉姆皮爾。